# Episodi de La meravigliosa Bakery di Alice (seconda stagione)
La seconda stagione della serie animata La meravigliosa Bakery di Alice è stata trasmessa negli Stati Uniti su Disney Junior da 28 giugno 2023 al 15 aprile 2024. e in Italia è stata pubblicata in quattro parti dal 7 dicembre 2025 su Disney+.
| nº | Titolo originale                                        | Titolo italiano | Prima TV USA      | Prima TV Italia |
| -- | ------------------------------------------------------- | --------------- | ----------------- | --------------- |
| 1  | Hattie Wishes Upon A Star/Season's Eatings              |                 | 28 giugno 2023    | 2025            |
| 2  | Party Like Kiki!/The Puff Pastry Palace                 |                 | 28 giugno 2023    | 2025            |
| 3  | Fiesta Of The Red & White Roses/Peanut Butter Change-Up |                 | 29 giugno 2023    | 2025            |
| 4  | Freeze/The A-Team                                       |                 | 30 giugno 2023    | 2025            |
| 5  | The Looking Glass Leap/Backwards Buttercake             |                 | 1 luglio 2023     | 2025            |
| 6  | Alice's Tea Party To-Go-Cart/Croquet Away               |                 | 2 luglio 2023     | 2025            |
| 7  | Two Many Teas/A Tailored Treat                          |                 | 7 luglio 2023     | 2025            |
| 8  | Hats and Hares/Forget-Me-Now                            |                 | 14 luglio 2023    | 2025            |
| 9  | Mopsy-Turvy/Jambalaya Jamboree                          |                 | 21 luglio 2023    | 2025            |
| 10 | A Hare Raising Halloween/Fergie Turns The Tide          |                 | 30 settembre 2023 | 2025            |
| 11 | A Knight to Remember/Roaring Daisylions                 |                 | 7 ottobre 2023    | 2025            |
| 12 | The Sweetest Friend Indeed/Hats Off to Cam              |                 | 28 ottobre 2023   | 2025            |
| 13 | Jacques Turtelle's Soup/The Curious Case Of Crumbs      |                 | 4 novembre 2023   | 2025            |
| 14 | Alice's First Day in Wonderland                         |                 | 3 dicembre 2023   | 2025            |
| 15 | A Hat-Bachi Hanukkah/A Snow-Drop Summer                 |                 | 9 dicembre 2023   | 2025            |
| 16 | A Dumpling Thing/A Tasteful Game of Croquet             |                 | 10 dicembre 2023  | 2025            |
| 17 | Switcheroo Day/Once in a Wondermoon                     |                 | 16 dicembre 2023  | 2025            |
| 18 | Where There's a Whisk, There's a Way/Hats Away!         |                 | 17 dicembre 2023  | 2025            |
| 19 | A Heart-Filled Harmony/Happy Cheshire Day!              |                 | 12 febbraio 2024  | 2025            |
| 20 | Dance of the Cherry Blossoms/Alice and the Carpenter    |                 | 11 marzo 2024     | 2025            |
| 21 | Here Kitty Kitty/The Bread and Butterfly Effect         |                 | 18 marzo 2024     | 2025            |
| 22 | A Spicy Situation/Iris on the Beach                     |                 | 25 marzo 2024     | 2025            |
| 23 | Alice's Wonderful Baking School/Ze Cookie Pizza         |                 | 1 aprile 2024     | 2025            |
| 24 | Captain Dodo's Snack Shack/A Piece of Cake              |                 | 8 aprile 2024     | 2025            |
| 25 | Clever Clover/Alice Comes to Her Senses                 |                 | 15 aprile 2024    | 2025            |